# 밥 셈플 전차
 밥 셈플 전차(Bob Semple Tank)는 제2차 세계 대전 중 뉴질랜드가 일본군으로부터 나라를 지키기 위한 최소한의 기갑차량을 개발하자 하여 개발된 전차이다.
밥 셈플 전차는 전차이지만 주포는 없고 대신 경기관총이 달려 있다. 또한 밥 셈플 전차는 당시 전쟁 준비를 담당하던 로버트 셈플의 이름을 따 지어졌다. 밥 셈플 전차는 당시 기갑차량이 부족하던 호주에 기갑차량과 유사한 트랙터를 개조하여 제작하였지만, 트랙터룰 개조하는 결정은 좋지 않았다. 개조의 한계로 설계상으로는 24km/h이지만 실제 속도는 8 ~ 10km/h밖에 나오지 않았다. 결과적으로는 이름만 전차인 중간 사이즈의 장갑차이다. 결국 밥 셈플 전차는 괴상한 생김새로 인해 민간인, 뉴질랜드 군부에게 비웃움을 샀으며, 퍼레이드에 동원됐을 때에도 이를 본 사람들도 모두 비웃었다. 결국 밥 셈플 전차는 실전에 투입되지 못하고 분리되어 다시 트랙터로 만들어졌다.

## 같이 보기
- 뉴질랜드